# Eumyrmococcus scorpioides
Eumyrmococcus scorpioides är en insektsart som först beskrevs av De Lotto 1977.  Eumyrmococcus scorpioides ingår i släktet Eumyrmococcus och familjen ullsköldlöss. Inga underarter finns listade i Catalogue of Life.